# Hara (gènere)
Hara és un gènere de peixos de la família dels sisòrids i de l'ordre dels siluriformes.

## Taxonomia
Hi ha reconegudes 9 espècies:
- Hara filamentosa Blyth, 1860
- Hara hara (F. Hamilton, 1822)
- Hara horai Misra, 1976
- Hara jerdoni F. Day, 1870
- Hara koladynensis Anganthoibi i Vishwanath, 2009
- Hara longissima H. H. Ng i Kottelat, 2007
- Hara mesembrina H. H. Ng i Kottelat, 2007
- Hara minuscula H. H. Ng i Kottelat, 2007
- Hara spinulus H. H. Ng i Kottelat, 2007